# Región Geográfica Inmediata de Ituporanga
La región geográfica inmediata de Ituporanga es una de las 24 regiones inmediatas del estado brasileño de Santa Catarina, una de las seis regiones inmediatas que componen la Región geográfica inmediata de Blumenau, y una de las 509 regiones inmediatas en Brasil, creadas por el IBGE en 2017. Está compuesta de 6 municipios.

## Municipios
| Región Geográfica Inmediata | Código | Municipios          |
| --------------------------- | ------ | ------------------- |
| Ituporanga                  | 420024 | Chapadão do Lageado |
| Ituporanga                  | 420024 | Imbuia              |
| Ituporanga                  | 420024 | Ituporanga          |
| Ituporanga                  | 420024 | Leoberto Leal       |
| Ituporanga                  | 420024 | Petrolândia         |
| Ituporanga                  | 420024 | Vidal Ramos         |